# Fucsina básica
Fucsina básica é uma mistura de rosanilina e pararosanilina, podendo conter também magenta II e neofucsina
Existem outras formulações químicas similares de produtos comercializados e chamados de fucsina, e vários outros sinônimos desta molécula.
Entre as diversas variações deste corante, destacam-se os seguintes homólogos, com seus respectivos C.I., se classificado:
- Pararosanilina , Magenta 0 ,C.I. 42500.[8]
- Rosanilin, Magenta I, C.I. 42510.[9]
- Magenta II, normalmente na forma de cloridrato (monohydrochloride of 4-[(4-aminophenyl)(4-iminocyclohexa-2,5-dien-1-ylidene)methyl]-2-methylaniline}.[10][11][6]
- Nova fucsina, Magenta III, C.I. 42520.[12]

## Uso
Ela torna-se magenta quando dissolvida em água; como um sólido, ela forma cristais verdes escuros. É utilizado tanto no tingimento de tecidos, assim como nas colorações em histologia e citologia, na coloração de bactérias e também como um desinfetante.
É utilizada ainda, em suas variações, como um reagente analítico.
Formulações usadas para produção do reagente de Schiff devem ter alta concentração de pararosanilina. A atual composição da fucsina básica tende a variar por fornecedor e batelada de produção, fazendo as bateladas (partidas) aproveitáveis de modo diferente para diferentes propósitos.
Em solução com fenol como um acentuador ela é chamada fucsina fenicada (como por exemplo as Fucsinas das técnicas de Ziehl–Neelsen e Kinyoun) e é usada para a coloração de bactérias que causam a tuberculose.
Fucsina básica é agora frequentemente usada em coloração de Gram em microbiologia.

## Soluções do corante

### Solução aquosa saturada[13]
- Fucsina básica 0,25 gr
- Água destilada ou deionizada 100 ml

### Solução de trabalho a 0,1%[13]
- Solução saturada de fucsina básica 0,1 ml
- Água destilada ou deionizada 100 ml

### Fucsina fenicada de Kinyoun
Segundo Levinson e MacFate:
- Fucsina básica 4 gr
- Fenol fundido 8 ml
- Álcool etílico 95% 20 ml
- Água destilada ou deionizada 100 ml

Variação
- Fucsina básica 4g
- Álcool etílico 95º % 20ml
- Fenol fundido 9,75 ml
- Água destilada ou deionizada q.s. 100ml

### Fucsina fenicada de Pottz
- Fucsina básica 4 gr dissolvida em 25 ml de álcool etílico 95%.
- Adicionar 12 gr de fenol. Misturar bem.
- Adicionar 25 ml de glicerol.
- Finalmente, adiconar 130 ml de água destilada ou deionizada.

Filtrar, uando soro de Seitz esterelizado para remover qualquer organismos acidófilos que possam estar presentes. mantém-se indefinidamentre em temperatura ambiente.

### Fucsina fenicadade Ziehl-Neelsen
Segundo www.pncq.org.br
- Fucsina básica 0.3g
- Álcool etílico 95º % 10ml
- Fenol fundido 5,75 ml
- Água destilada ou deionizada q.s. 100ml

Variação
- Fucsina básica 1 g
- Álcool etílico 95º % 10ml
- Fenol fundido 50 gr
- Água destilada ou deionizada q.s. 100ml

Dissolver o corante em um gral no álcool ou deixar de um dia para outro em banho num copo de béquer. Juntar o fenol (fundido previamente em banho-maria) misturando bem para obter uma mistura bem homogênea. Juntar a água pouco a pouco lavando o gral ou o copo de béquer. Filtrar depois de 24 horas de repouso.
Observação: Deve se diluída a um décimo em água (por exemplo 10 ml de solução em 90 ml de água) para uso no método de coloração de Gram.

### Observações gerais sobre as soluções
Devem ser envasadas em frasco de vidro de coloração âmbar.